# Crête supra-épicondylaire médiale
 (novembre 2022).
La crête supra-épicondylaire médiale (ou crête sus-épitrochléenne ou bord supracondylaire médial) est la partie proéminente de la partie inférieure du bord médial de l'humérus.
Elle présente une lèvre antérieure pour l'origine des muscles brachial et rond pronateur.
Elle présente également une lèvre postérieure pour le muscle triceps brachial et une crête intermédiaire pour l'insertion du septum intermusculaire médial du bras.